# Black Market Music: B-Sides
Black Market Music: B-Sides è una raccolta del gruppo musicale Placebo, pubblicata dalla Elevator Lady il 27 novembre 2015.
Contiene B sides e remix già precedentemente pubblicati nei singoli estratti dal loro secondo album Black Market Music.

## Tracce
1. Taste in Men (Alpinestars Kamikaze Remix) – 4:38
2. Little Mo – 3:03
3. Leni – 4:39
4. Special K (Timo Maas Remix) – 7:32
5. Bubblegun – 5:13
6. Passive Aggressive (Brothers in Rhythm Remix) – 9:06
7. Slave to the Wage (I Can't Believe It's a Remix) – 3:31
8. Dub Psychosis – 3:39
9. Black-Eyed (Le Vibrator Remix) – 7:11
10. Theme from Funky Reverend – 2:54
11. Taste in Men (Adrian Sherwood Go Go Dub Mix) – 4:19

## Formazione
- Brian Molko – voce, chitarra, tastiera
- Stefan Olsdal – basso, tastiera, cori
- Steve Hewitt – batteria, percussioni